# عبد الله سودي آريل
عبد الله سودي آريل هو مواطن صومالي اُعتقل لمدة عامين ونصف في خارج نطاق القضاء من قبل الولايات المتحدة في معتقل غوانتانامو في كوبا منذ يوم الأربعاء 6 يونيو 2007 حتى 19 ديسمبر 2009.
تقول الولايات المتحدة أن عبد الله عضو في تنظيم القاعدة، وأنه يساعد في إيصال الأسلحة إلى باكستان والصومال. كما يقول المسؤولون الأمريكيون أنه يتقلد منصب قيادي في اتحاد المحاكم الإسلامية في الصومال. وأنه كان يعيش في باكستان قبل أن يعود إلى الصومال «قبل ثمانية أشهر من الاعتقال».

## إطلاق السراح
كان عبد الله واثنان من أخواته الغير أشقاء قد حصلوا على حق اللجوء في فنلندا في عام 1999 عندما كانوا أطفالا. حاولت أختاه تقديم طلب لكي يحصل عبد الله على اللجوء إلى فنلندا خوفًا من أن يُقتل إن تم ترحيله إلى الصومال.
وتم نقله مع اثني عشر رجلًا من غوانتانامو في 19 ديسمبر 2009.